# Les Bébés de la consigne automatique
Les Bébés de la consigne automatique (コインロッカー・ベイビーズ, Koinrokkā Beibīzu, de l'anglais Coin Locker Babies) est un roman japonais de Ryū Murakami paru en 1980 au Japon.

## Résumé
Hashi et Kiku, deux bébés abandonnés dans une consigne de gare, passent leur petite enfance dans un orphelinat. La recherche de leur identité les entraînera dans les bas-fonds de Tōkyō, où Hashi se prostitue avant de devenir un chanteur de rock adulé tandis que Kiku, champion de saut à la perche, se retrouve en prison pour parricide.

## Commentaire
Ce roman épais (environ 500 pages) est une des œuvres majeures de Ryū Murakami : le lecteur y vit la déliquescence mentale de deux jeunes enfants qui, à partir de leur traumatisme initial, l'abandon dans les casiers d'une gare, vont peu à peu tous les deux sombrer dans la folie et la destruction de ce qui leur est extérieur.
Le livre regorge de personnages secondaires tous plus perdus les uns que les autres, que ce soient leurs parents adoptifs, Anémone la petite amie de Kiku, Mister D, le manager de Hashi.
Ce livre transpire le Tōkyō louche et terriblement attirant qui reste une terre de mystères, bien loin des clichés propres et aseptisés de la capitale nippone.
Le sexe, la violence, la maladie mentale et physique, la haine, la cruauté : tous les sentiments bas et veules de l'homme sont réunis dans cette grande œuvre pour symboliser l'humanité si poignante des deux héros abandonnés qui ne peuvent plus communiquer que par la violence et le rejet de leur propre identité. Les Bébés de la consigne automatique est considéré comme une lecture forte et authentique et une expérience intense.

## Adaptation
Une adaptation cinématographique réalisée par Michele Civetta, avec Asia Argento, Sean Lennon et Tadanobu Asano, était en développement mais le projet semble abandonné.